# Grujinci
Grujinci (en serbe cyrillique : Грујинци ; en bulgare : Груинци) est un village de Serbie situé dans la municipalité de Bosilegrad, district de Pčinja. Au recensement de 2011, il comptait 63 habitants.

## Démographie
| 1948 | 1953 | 1961 | 1971 | 1981 | 1991 | 2002 | 2011 |
| ---- | ---- | ---- | ---- | ---- | ---- | ---- | ---- |
| 474  | 486  | 416  | 343  | 249  | 160  | 93   | 63   |

|  |